# Węgój
Węgój (niem. Wengoyen) – wieś w Polsce położona w województwie warmińsko-mazurskim, w powiecie olsztyńskim, w gminie Biskupiec.
W latach 1975–1998 miejscowość administracyjnie należała do województwa olsztyńskiego. Wieś znajduje się w historycznym regionie Warmia. Leży nad jeziorem Węgój.

## Historia wsi
W 1379 roku biskup warmiński Henryk Sorbom nadał swoim dworzanom, Teodorykowi Streuwben i Kasprowi z Bażyn, po 40 włók lasu jako majątki chełmińskie z obowiązkiem jednej służby konnej oraz prawem połowu ryb w jeziorze Tejstymy. Pierwszy otrzymał tereny przy wsiach Biesowo i Czerwonka, drugi — obszar północny aż do granic wsi Bęsia i Kruzy. Na tych osiemdziesięciu włókach powstały później wsie Węgój, Łabuchy, Zarębiec, Wólka Wielka i Wólka Mała.
W 1783 roku Węgój był małą osadą, liczącą zaledwie 19 domów; w 1820 roku miał 129, a w 1848 roku 256 mieszkańców, wyłącznie Polaków. W 1939 roku mieszkały tu 683 osoby. Niemiecka nazwa wsi: Wengoyen była przeróbką pruskiej nazwy (wangus = dąbrowa).
W czasie plebiscytu w 1920 r. w Węgoju za Prusami Wschodnimi oddano 360 głosów, a za Polską 13 głosów.

## Parafia
W 1938 roku założono parafię, do której włączono wsie: Bukową Górę, Łabuchy, Stryjewo, Wólkę Wielką i Wólkę Małą.
Proboszczem został ks. Robert Pruszkowski (1907–1988), który przyszedł tu ze Sztumu. Ks. Pruszkowski za posługę kapłańską udzielaną polskim jeńcom wojennym został aresztowany w 1940 roku i osadzony w obozie koncentracyjnym w Dachau.
Kościół parafialny jest pod wezwaniem Chrystusa Króla, a wybudowany został w latach 1937–1938.

## Oświata
W 1827 roku istniała tu szkoła polska, w której uczyło się 24 dzieci. W 1853 roku miała ona 72 uczniów. Uczęszczały tu także dzieci z Bukowej Góry i Wólki Wielkiej. Uczono po polsku; nauczycielem religii był Andrzej Neuber. W 1935 roku szkoła miała trzech nauczycieli i 133 uczniów.
W 1886 roku powstała w Węgoju biblioteka Towarzystwa Czytelni Ludowych. W latach 1890—1891 kierował nią Walenty Bykowski. W okresie 1920—1939 na terenie wsi działał mąż zaufania Związku Polaków w Niemczech.
W Węgoju funkcjonuje Niepubliczny Zespół Szkół Społecznych, składający się z oddziału przedszkolnego, szkoły podstawowej i gimnazjum. Organem prowadzącym jest stowarzyszenie mieszkańców.

## Inne
We wsi jeszcze w latach 70. stały cztery stare chałupy warmińskie. Trzy z nich, oznaczone numerami 9, 42, 60, to chałupy szczytowe, a czwarta, nr 47, kalenicowa. Wszystkie drewniane, konstrukcji zrębowej na tzw. jaskółczy ogon, oszalowane deskami. Mają trójdzielny rozkład, a ich siodłowe dachy kryte są strzechą. W szczytach występują pazdury.
W Węgoju obecnie jest 90 domów i mieszka około 380 mieszkańców.